# .paris
.paris és un domini de primer nivell per a la ciutat de París, França. Va ser introduït el juny del 2008 per l'ICANN, i les 100 primeres adreces web amb el domini ".paris" van ser assignades a mitjans del 2014. El domini va esdevenir accessible al públic en general el 2 de desembre del 2014.